# Barwa gleby

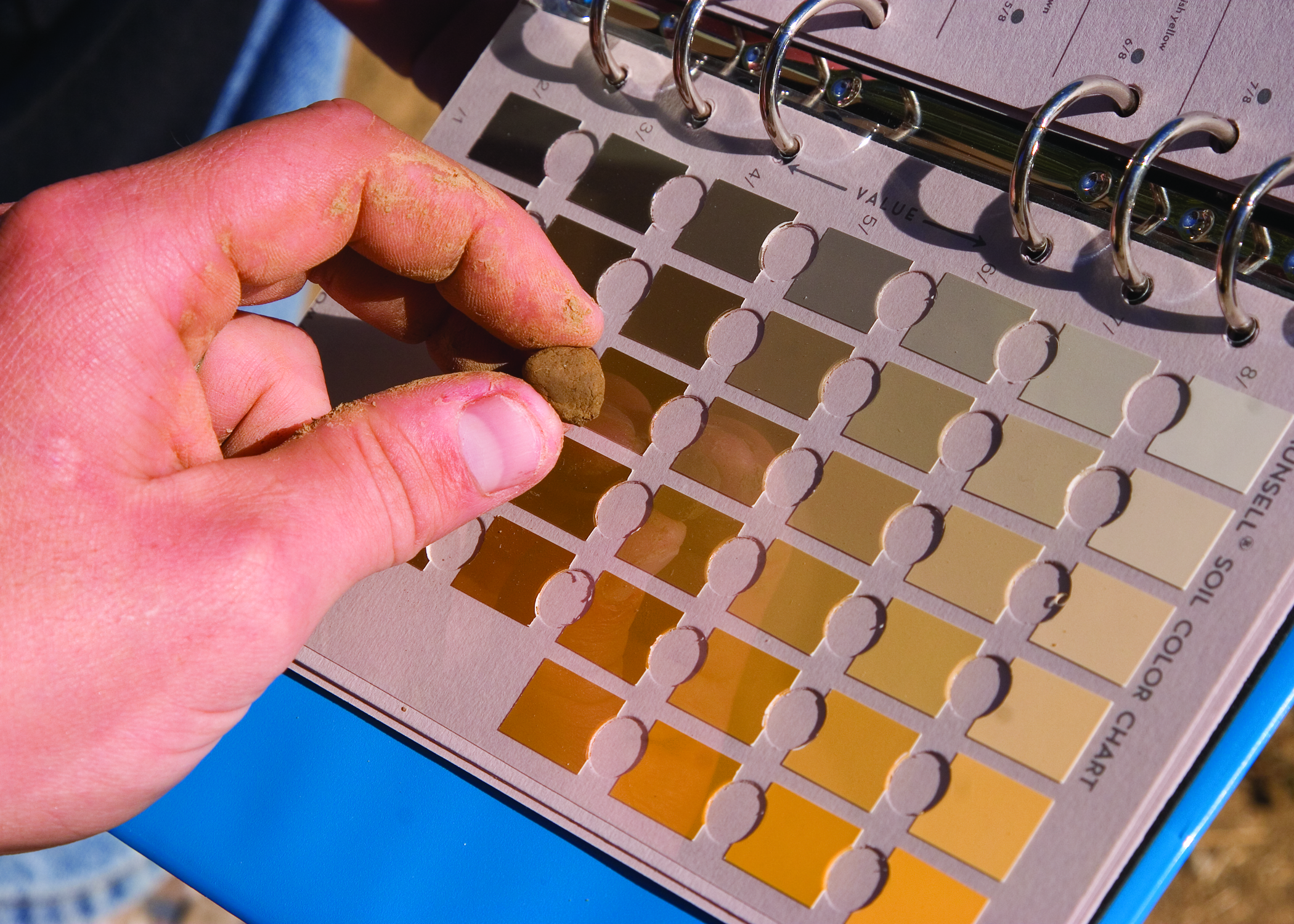
Porównywanie próbki gleby z kartą kolorów (wzornikiem)

Barwa gleby – wrażenie psychiczne wywoływane, gdy oko odbiera odbite od gleby promieniowanie elektromagnetyczne z zakresu światła widzialnego. Barwa jest jedną z najważniejszych, najbardziej rzucających się w oczy cech morfologicznych gleby. 
Tradycyjne nazwy gleb w wielu regionach świata najczęściej wywodzą się od charakterystycznych kolorów poziomów glebowych, np. czarnoziemy, gleby brunatne, bielice, gleby cynamonowe, żółtoziemy, czerwonoziemy. 
Barwa gleby w większości klasyfikacji jest jednym z kryteriów identyfikacyjnych poziomów glebowych. Jest ona przesłanką do wnioskowana na temat składu mineralnego, składu chemicznego, urodzajności, stosunków powietrzno-wodnych, jakości siedliska itp. 
Albedo powierzchni ziemi, a przez to ilość pochłanianej energii słonecznej (a więc i temperatura powierzchniowej części gleb) jest w ścisłym związku z barwą powierzchni gleb, zwłaszcza na terenach nieporośniętych roślinnością. 
Przy kartografii gleb do wyznaczania zasięgów konturów jednostek glebowych wykorzystuje się m.in. różnice w zabarwieniu powierzchni gruntu.
Główne składniki gleby mające dominujący wpływ na jej zabarwienie:
- Substancja organiczna
  - próchnica – nadaje barwy szare, brązowoszare, a nawet czarne. Na barwę wpływa nie tylko jej ilość, ale także typ próchnicy.
  - torf – zazwyczaj jest ciemno-brązowy. Torf lepiej rozłożony jest ciemniejszy.
  - mursz – nadaje barwę brunatnoczarną lub czarną
- związki żelaza – spektrum barw zależy od stopnia utlenienia: utlenione Fe3+ daje barwy od brązowych i czerwonych, przez rdzawe i pomarańczowe po żółte (w zależności od konkretnych warunków, procesów glebotwórczych i powstałych minerałów); zredukowane Fe2+ daje barwy zielonkawe, niebieskawe i stalowoszare (charakterystyczne dla procesu glejowego).
- związki manganu - dają barwy brunatne, brązowoczarne, a nawet czerwonofioletowe.
- ziarna kwarcu - nadają najczęściej zabarwienie białe, które zazwyczaj uwidacznia się po pozbawieniu ich powłoczek koloidalnych (np. w procesie bielicowania).
- okruchy kalcytu lub gipsu - zabarwiają materiał glebowy na biało.

Barwy dzielimy na:
- jednolite
- niejednolite
  - plamiste - barwne plamy na tle przeważającej innej barwy
  - językowate - pionowe zacieki o innej barwie
  - smugowate - mniej lub bardziej poziome smugi różniące się barwą
  - marmurkowate - smugi (pionowe, poziome, ukośne) wzdłuż szczelin lub obumarłych korzeni roślin

Skala barw Munsella
Ocena barwy jest dość subiektywna i zależy od uzdolnień i doświadczenia obserwatora. By uniknąć nieporozumień i ustandaryzować opis barwy stosuje się tabele barw wzorcowych. W gleboznawstwie standardem jest skala barw Munsella (Atlas kolorów Munsella, Munsell Soil Color Charts, Standard Soil Color Charts). Rzeczywiste barwy materiału (osobno w stanie suchym i wilgotnym) porównuje się z barwami na tablicach wzorcowych. Każdą barwę charakteryzują trzy parametry:
- Hue  - określa barwy podstawowe: czerwoną (R), żółtą (Y), zieloną (G), niebieską (B) i fioletową (P), a także barwy pośrednie i ich odcienie. Dla gleb Polski najpopularniejsze są karty: 7.5 YR; 10 YR; 2.5 Y.
- Value  - jasność, od najciemniejszej (1) do najjaśniejszej (8)
- Chroma  - nasycenie (natężenie), od najsłabszego (1) do najintensywniejszego (8)

Barwę gleby określa się symbolami najbliższego jej wzorca. Każda barwa ma też nazwę w języku angielskim: np. 10YR 8/6 to yellow orange, barwa żółtopomarańczowa, a 7.5 YR 5/6 to bright brown barwa jasnobrązowa.

## Literatura
- Bednarek Renata, Dziadowiec Helena, Pokojska Urszula, Prusinkiewicz Zbigniew: Badania ekologiczno-gleboznawcze. Warszawa, Wydawnictwo Naukowe PWN, 2004, s. 71-73.
- Komornicki Tomasz, Oleksynowa Krystyna, Jakubiec Józef, Miechówka Anna: Przewodnik do ćwiczeń z gleboznawstwa i geologii. Cz. III Systematyka gleb i gleboznawstwo terenowe. Kraków, Akademia Rolnicza im. H. Kołłątaja w Krakowie, 1998, s. 90.
- Kuźnicki Franciszek, Białołusz Stanisław, Skłodowski Piotr:  Podstawy gleboznawstwa z elementami kartografii i ochrony gleb. Warszawa, PWN, 1979, s. 90-92.